# Собудай-маэ
Станция Собудай-маэ  (яп. 相武台前駅 со:будай маэ эки) — железнодорожная станция на линии Одавара, расположенная в городе Дзама, префектуры Канагава. Станция расположена в 36,9 километра от конечной станции линий Одакю - Синдзюку. В окрестностях станции расположен Лагерь Дзама Армии США.

## История
Станция была открыта 1 апреля 1927 года под названием Дзама. После того как неподалёку была открыта Военная академия Императорской армии Японии (Рикугун Сикан Гакко),станция была переименована в Сикан-Гакко-маэ (яп. 士官学校前駅) 1 июня 1937 года. Но, в рамках программы по переименованию объектов имеющих военные названия. станция получила свой нынешнее название 1 января 1941 года.
Здание станции было полностью перестроено в 1971 году.

## Планировка станции
4 пути и две платформы островного типа.
| 1 | ■ Линия Одавара | Хон-Ацуги, Син-Мацуда, Одавара                         |
| 2 | ■ Линия Одавара | Хон-Ацуги, Син-Мацуда, Одавара                         |
| 3 | ■ Линия Одавара | Сагами-Оно, Син-Юригаока, (Линия Тиёда) Аясэ, Синдзюку |
| 4 | ■ Линия Одавара | Сагами-Оно, Син-Юригаока, (Линия Тиёда) Аясэ, Синдзюку |

## Близлежащие станции
| «                |             | Линия                           |             | »           |
| Линия Одакю      | Линия Одакю | Линия Одакю                     | Линия Одакю | Линия Одакю |
| ---------------- | ----------- | ------------------------------- | ----------- | ----------- |
| Одакю-Сагамихара |             | Semi Express (準急)             |             | Дзама       |
| Одакю-Сагамихара |             | Section Semi Express (区間準急) |             | Дзама       |
| Одакю-Сагамихара |             | Local (各駅停車)                |             | Дзама       |